# Iwona, księżniczka Burgunda (opera)
Iwona, księżniczka Burgunda – opera Zygmunta Krauze z roku 2004.
Libretto opery (na podstawie dramatu Witolda Gombrowicza Iwona, księżniczka Burgunda) napisali Zygmunt Krauze i Grzegorz Jarzyna.
Światowa prapremiera wersji koncertowej opery przygotowana została pod kierunkiem Andrzeja Straszyńskiegp z okazji sezonu polskiego we Francji i była zaprezentowana w Théâtre Sylvia Monfort w Paryżu. Polska prapremiera odbyła się z okazji 100. rocznicy urodzin Witolda Gombrowicza we wrześniu 2006 roku na scenie Teatru Narodowego w ramach 49. Międzynarodowego Festiwalu Muzyki Współczesnej "Warszawska Jesień". Autorem inscenizacji i reżyserem spektaklu był Marek Weiss-Grzesiński, scenografię przygotował Wiesław Olko, kostiumy – Gosia Baczyńska i Wojciech Dziedzic, a Orkiestrę Opery Narodowej poprowadził Andrzej Straszyński.
Obsada z roku 2006:
Kinga Preis (Iwona), Dariusz Machej (Król Ignacy), Magdalena Barylak (Królowa Małgorzata), Adam Zdunikowski (Książę Filip), Artur Ruciński (Szambelan), Monika Ledzion (Iza), Piotr Łykowski (Cyryl), Krzysztof Kur (Cyprian), Joanna Cortés (Ciotka I) i Agnieszka Dąbrowska (Ciotka II).
1 lutego 2007 roku w Teatrze Wielkim – Operze Narodowej w Warszawie wystawiono wersję sceniczną opery z obsadą z roku 2006.
"Dramat Gombrowicza jest literackim żartem [...]. Opera jest [...] opowieścią filozoficzną".

## Źródła
- Program paryskiej prapremiery opery w bazie e-teatr (fr.)
- Program operowy z realizacji koncertowej z roku 2006 [PDF] w bazie e-teatr